# Première circonscription de la préfecture de Kanagawa
La première circonscription de la préfecture de Kanagawa (神奈川県第1区, Kanagawa-ken dai-ikku) est l'une des vingt circonscriptions législatives que compte la préfecture de Kanagawa au Japon.

## Description géographique
Depuis 1994, la première circonscription de la préfecture de Kanagawa regroupe trois arrondissements du sud-est de Yokohama : Naka, Isogo et Kanazawa,.

## Députés
| Législature | Début de mandat | Fin de mandat | Député élu           | Parti politique | Parti politique |
| ----------- | --------------- | ------------- | -------------------- | --------------- | --------------- |
| 41e         | 1996            | 2000          | Jun Matsumoto (ja)   |                 | PLD             |
| 42e         | 2000            | 2003          | Ken'ichirō Satō (ja) |                 | PDJ             |
| 43e         | 2003            | 2005          | Jun Matsumoto        |                 | PLD             |
| 44e         | 2005            | 2009          | Jun Matsumoto        |                 | PLD             |
| 45e         | 2009            | 2012          | Mieko Nakabayashi    |                 | PDJ             |
| 46e         | 2012            | 2014          | Jun Matsumoto        |                 | PLD             |
| 47e         | 2014            | 2017          | Jun Matsumoto        |                 | PLD             |
| 48e         | 2017            | 2021          | Jun Matsumoto        |                 | PLD             |
| 49e         | 2021            | 2024          | Gō Shinohara (ja)    |                 | PDC             |
| 50e         | 2024            | -             | Gō Shinohara (ja)    |                 | PDC             |